# Архонілья
Архонілья (ісп. Arjonilla) — муніципалітет в Іспанії, у складі автономної спільноти Андалусія, у провінції Хаен. Населення — 3840 осіб (2010).
Муніципалітет розташований на відстані близько 270 км на південь від Мадрида, 35 км на північний захід від Хаена.

## Демографія
Динаміка населення (INE ):